# Де Мулдер, Марсель
Марсель де Мулдер (нидерл. Marcel De Mulder 29 марта 1928, Нокере, Восточная Фландрия — 18 мая 2011, Дейнзе, Фламандский регион) — бельгийский профессиональный шоссейный велогонщик в 1949-1959 годах. 

## Достижения
1947
2-й Гент — Вевельгем U-23
1949
5-й Флеш Валонь
1950
1-й — Этап 4 Тур Бельгии
4-й Флеш Валонь
1951
2-й Тур Бельгии — Генеральная классификация
5-й Критериум Дофине — Генеральная классификация
1-й — Этап 2
1952
2-й Тур Германии — Генеральная классификация
1-й — Этап 4
2-й Тур Бельгии — Генеральная классификация
3-й Чемпионат Бельгии — Групповая гонка
7-й Париж — Брюссель
8-й Тур Швейцарии — Генеральная классификация
1953
3-й Дварс дор Фландерен
1954
3-й Circuit Mandel-Lys-Escaut
5-й Тур Фландрии
5-й Льеж — Бастонь — Льеж 
7-й Париж — Рубе
1955
3-й Circuit Mandel-Lys-Escaut
3-й Критериум Дофине — Генеральная классификация
1956
5-й Тур Бельгии — Генеральная классификация
1957
5-й Дварс дор Фландерен
1962
1-й Критериум Дофине — Очковая классификация

## Статистика выступлений

### Гранд-туры
| Гранд-тур                 | 1949 | 1950 | 1951 | 1952 | 1953 | 1954 |
| ------------------------- | ---- | ---- | ---- | ---- | ---- | ---- |
| Джиро д’Италия            | —    | —    | —    | —    | —    | —    |
| Тур де Франс              | 21   | 16   | 13   | —    | —    | 21   |
| (c 2010 ) Вуэльта Испании | НП   | —    | НП   | НП   | НП   | НП   |

| —  | Не участвовал               |
| НП | Соревнование не проводилось |
| НФ | Не финишировал              |